# 陈成军
陈成军（1966年2月—）河北衡水人，中国国家博物馆副馆长。

## 生平
陈成军是中国共产党党员，大学学历，研究馆员。1984年9月到1988年8月，在北京大学历史系中国史专业学习，获大学学历，历史学学士学位。1988年8月到2003年9月，任中国历史博物馆展览部馆员、副研究馆员（其间2001年6月任展览部陈列设计一室主任）。2003年10月，任展览一部副主任（主持工作）。2005年9月获文博专业研究馆员任职资格。2005年10月，任中国国家博物馆展览一部主任。2013年2月，任中国国家博物馆副馆长。